# Norfolk (ancienne circonscription fédérale)
Pour les articles homonymes, voir Norfolk.
Circonscription électorale fédérale du Canada
Norfolk est une circonscription électorale fédérale de l'Ontario, représentée de 1904 à 1925 et de 1935 à 1968.
La circonscription de Norfolk est créée en 1903 avec des parties de Norfolk-Nord et de Norfolk-Sud. Abolie en 1924, elle est intégrée à Norfolk—Elgin. 
De nouveau créée en 1933, elle est formée d'une partie de Norfolk—Elgin. Abolie en 1966, elle est fusionnée à Norfolk—Haldimand.

## Géographie
En 1903, la circonscription de Norfolk comprenait:
- Le comté de Norfolk

En 1933, elle comprenait:
- Le comté de Norfolk

## Députés
| Législature                                     | Années                                       | Député                                       | Député                                       | Parti                                        |
| Norfolk issue de Norfolk-Nord et Norfolk-Sud    | Norfolk issue de Norfolk-Nord et Norfolk-Sud | Norfolk issue de Norfolk-Nord et Norfolk-Sud | Norfolk issue de Norfolk-Nord et Norfolk-Sud | Norfolk issue de Norfolk-Nord et Norfolk-Sud |
| ----------------------------------------------- | -------------------------------------------- | -------------------------------------------- | -------------------------------------------- | -------------------------------------------- |
| 10e                                             | 1904–1908                                    |                                              | David Tisdale                                | Conservateur                                 |
| 11e                                             | 1908–1911                                    | Alexander McCall                             |                                              | Conservateur                                 |
| 12e                                             | 1911–1917                                    |                                              | William Andrew Charlton                      | Libéral                                      |
| 13e                                             | 1917–1921                                    |                                              | William Andrew Charlton                      | Unioniste                                    |
| 14e                                             | 1921–1925                                    |                                              | John Alexander Wallace                       | Progressiste                                 |
| Circonscription dissoute dans Norfolk—Elgin     |                                              |                                              |                                              |                                              |
| Circonscription recréée de Norfolk—Elgin        |                                              |                                              |                                              |                                              |
| 18e                                             | 1935–1940                                    |                                              | William Horace Taylor                        | Libéral                                      |
| 19e                                             | 1940–1945                                    |                                              | William Horace Taylor                        | Libéral                                      |
| 20e                                             | 1945–1949                                    |                                              | Theobald Butler Barrett                      | Progressiste-conservateur                    |
| 21e                                             | 1949–1953                                    |                                              | Raymond Elmer Anderson                       | Libéral                                      |
| 22e                                             | 1953–1957                                    |                                              | Raymond Elmer Anderson                       | Libéral                                      |
| 23e                                             | 1957–1958                                    |                                              | Evans Knowles                                | Progressiste-conservateur                    |
| 24e                                             | 1958–1962                                    |                                              | Evans Knowles                                | Progressiste-conservateur                    |
| 25e                                             | 1962–1963                                    |                                              | Jack Roxburgh                                | Libéral                                      |
| 25e                                             | 1963–1965                                    |                                              | Jack Roxburgh                                | Libéral                                      |
| 26e                                             | 1965–1968                                    |                                              | Jack Roxburgh                                | Libéral                                      |
| Circonscription dissoute dans Norfolk—Haldimand |                                              |                                              |                                              |                                              |

## Résultats électoraux
1935-1968
1904-1925